# アブドゥル・ハリム・ムアザム・シャー
アブドゥル・ハリム・ムアザム・シャー（Abdul Halim Mu'adzam Shah、1927年11月28日 - 2017年9月11日）はマレーシアの第5代・第14代国王、ケダ州の第28代スルタン。第14代国王として在位当時の敬称も含めたフルネームは「His Majesty Almu'tasimu Billahi Muhibbuddin Tuanku Alhaj Abdul Halim Mu'adzam Shah ibni Almarhum Sultan Badlishah The Yang di-Pertuan Agong of Malaysia XIV」。敬称の付け方によって表記ゆれがあり、JETROアジア経済研究所の発行する『アジア動向年報』では「トゥアンク・アブドゥル・ハリム」「トゥアンク・アブドゥル・ハリム・ムアザム国王」といった表記がある。

## 経歴
1927年11月28日、トゥアンク・アブドゥル・ハリムはケダ州の州都アロースターで生まれた。1949年8月にケダ州王太子となり、父王の死後1958年7月14日に第28代ケダ州スルタンとして即位した。
1965年9月に第4代マレーシア副王となり、5年の任期が満了した1970年の9月12日に第5代マレーシア国王として即位、新副王にはケランタン州のスルタンであるヤヒヤ・プトゥラが就任した。
2006年12月に第13代マレーシア副王となり、2011年12月13日に第14代マレーシア国王として再度即位した。マレーシア史上最高齢の国王であり、また初めて2回即位した国王であった。2016年12月13日、ケランタン州スルタンのムハンマド5世が跡を継ぎ第15代マレーシア国王として即位した。
2017年9月11日に死去した。ペナン州では、州政府が2日間全ての旗を弔意を示す半旗の位置で掲げるよう指示を出した。

## 家族

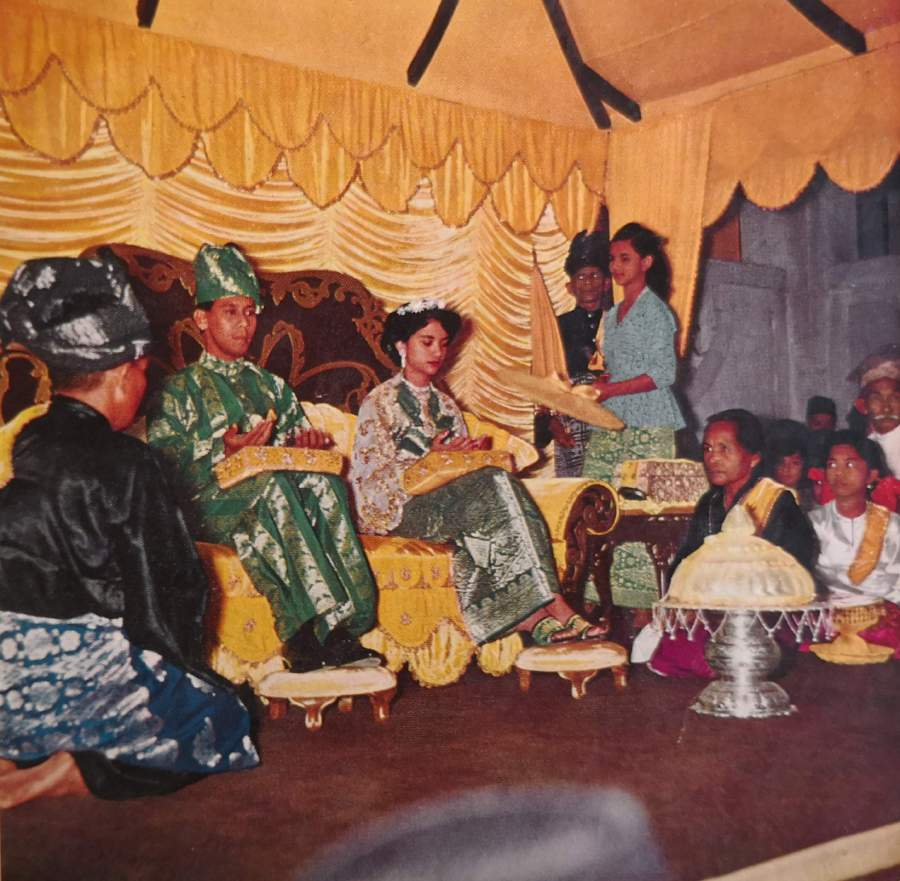
バヒヤとの結婚（1956年）

1956年にバヒヤ・スルタン妃と結婚した。彼女との間には双子のサリナ王女とソラヤ王女、三女のサフィナズ王女の3人の娘がいる。1975年に平民出身のハミナ王妃と結婚した。2003年8月にバヒヤ・スルタン妃が逝去したため、彼女は2004年1月に正式にハミナ・スルタン妃となった。

## エピソード

カルロス3世騎士団員としての紋章

高齢になってからも年齢のわりに頑健であったと言われている。一例として、2006年に大会に出場したケダ州のサッカーチームの試合を観戦に行った際、車が渋滞に巻き込まれたためスタジアムまで1マイル（約1.6キロメートル）以上徒歩で移動したことがあったという。